# L'ispettore anticrimine
L'ispettore anticrimine è una miniserie televisiva italiana trasmessa su Rai 2 nel 1993.

## Personaggi e interpreti
- L'ispettore anticrimine, interpretato da Maurizio Donadoni: un uomo solo e forte, che crede nell'aiutare gli altri.
- La prostituta, interpretata da Corinne Cléry: sola, misteriosa, affascinante e informata sui crimini
- Il vice questore: padre di famiglia con un figlio down; odia la violenza ed è un tipico capo
- Il fratello dell'ispettore, imprenditore cinico e senza scrupoli, in passato ha conosciuto la stessa meretrice frequentata dal fratello

## Trama
Puglia 1992.
Si tratta della storia di un Ispettore della Criminalpol (Maurizio Donadoni) che deve indagare sui traffici della Sacra Corona Unita, la mafia della Puglia.
Le indagini lo portano a scoprire speculazioni sul sangue infetto, traffici d'armi coi proiettili al mercurio ed anche legami che le bande della Sacra Corona hanno con quelle siciliane.
La squadra dell'ispettore è composta da donne e uomini della Polizia di Stato in modo tale da dimostrare sia una sorta di pari condizioni lavorative sia un impegno da parte du corpo armato dello Stato italiano
Scoprirà che uno dei boss è suo fratello un losco e ricco affarista.
Durante le indagini, incontra e si fa aiutare da una prostituta (Corinne Cléry).